# Дунаев, Николай Пантелеевич
Никола́й Пантеле́евич Дуна́ев (5 мая 1918 — 21 марта 1981) — советский лётчик-истребитель, Герой Советского Союза.

## Биография
Родился 5 мая 1918 года в деревне Колено (ныне — село Елань-Колено Новохопёрского района Воронежской области) в семье рабочего; по другим данным — в посёлке Новитченко Таловского района, где ему установлена памятная доска. Русский.
Окончил неполную среднюю школу. Учился в аэроклубе в городе Борисоглебск Воронежской области, работал инструктором района по начальным школам.
В Красной Армии с 1938 года. В 1940 году окончил Борисоглебскую военную авиационную школу.
Участник Великой Отечественной войны с июня 1941 года. В Великую Отечественную войну Дунаев вступил в июне 1941 года лётчиком 66-го истребительного авиационного полка. Сражался в небе на Юго-Западном фронте. Позднее стал командиром эскадрильи 270-го истребительного авиационного полка (203-я истребительная авиационная дивизия, 1-й штурмовой авиационный корпус, 5-я воздушная армия, Степной фронт).
Самый сложный свой бой Николай Пантелеевич провёл 13 июля 1943 года в воздухе над Курской дугой. Дунаев сбил немецкий «юнкерс» («Ю-88») и был атакован неприятельским «мессершмиттом» («Ме-109»). В долгом и изматывающем воздушном поединке ему удалось длинной очередью зажечь немецкий истребитель. По окончании боя, уже на аэродроме, оказалось, что самолёт Дунаева был в буквальном смысле изрешечён.
Капитан Николай Дунаев к концу августа 1943 года совершил 337 боевых вылетов, в 38 воздушных боях лично сбил 13 самолётов противника и 7 в группе.
Указом Президиума Верховного Совета СССР от 2 сентября 1943 года «за мужество и героизм, проявленные в борьбе с немецко-фашистскими захватчиками», капитану Дунаеву Николаю Пантелеевичу присвоено звание Героя Советского Союза с вручением ордена Ленина и медали «Золотая Звезда» (№ 1252).
Продолжил сражаться и после представления к званию Героя. К 9 мая 1945 года выполнил 592 боевых вылета, провёл 65 воздушных боёв, сбил лично 21 и в группе 7 самолётов противника.
После войны продолжал службу в ВВС СССР. В 1953 году окончил Высшие офицерские лётно-тактические курсы (город Липецк). Освоил полёты на реактивных самолётах.
С 1960 года полковник Н. П. Дунаев — в запасе. До ухода на заслуженный отдых работал инспектором Министерства гражданской авиации.
Жил в Москве.
Умер 21 марта 1981 году. Похоронен в закрытом колумбарии Ваганьковского кладбища в Москве (секция 18).
Награждён орденом Ленина, 3-я орденами Красного Знамени, орденами Александра Невского,  Красной Звезды, медалями.